# Institut Max-Planck de recherche sur les polymères
L'Institut Max-Planck de recherche sur les polymères (en allemand : Max-Planck-Institut für Polymerforschung) est un institut de recherche scientifique situé à Mayence, en Allemagne.

## Présentation
Il est consacré à la recherche fondamentale sur les matériaux macromoléculaires. L'Institut a été fondé en 1983. C'est l'un des 80 instituts de la Société Max-Planck (Max Planck Gesellschaft).